# Domino (film)
Domino är en actionfilm från 2005, regisserad av Tony Scott. Filmen är baserad på Domino Harvey, en prisjägare i Los Angeles som dog av överdos av fentanyl 27 juni, 2005 och som var dottern till skådespelaren Laurence Harvey. I huvudrollen ser vi Keira Knightley som Domino. Andra skådespelare som medverkar i filmen är Mickey Rourke, Edgar Ramirez, Christopher Walken och Mena Suvari. Filmen hade premiär den 25 november, 2005 i Sverige.

## Handling
Filmen är löst baserad Domino Harveys liv. Hon var dotter till skådespelaren Laurence Harvey och övergav sin karriär som professionell modell för bland annat modellagenturen Ford models och ett liv i lyx i Beverly Hills för att försörja sig som prisjägare. 

## Om filmen
- Svordomen "fuck" används 123 gånger i filmen.

## Rollista (i urval)
| Keira Knightley    | – Domino Harvey      |
| Mickey Rourke      | – Ed Mosbey          |
| Edgar Ramirez      | – Choco              |
| Riz Abbasi         | – Alf                |
| Delroy Lindo       | – Claremont Williams |
| Mo'Nique           | – Lateesha Rodriguez |
| Dabney Coleman     | – Drake Bishop       |
| Lucy Liu           | – Taryn Miles        |
| Christopher Walken | – Mark Heiss         |
| Mena Suvari        | – Kimmie             |

## Kritiskt mottagande
Filmen fick negativa recensioner. Rotten Tomatoes rapporterade att 19% av kritiker har gett filmen positiv, baserad på 145 recensioner. Metacritic rapporterade att filmen fått 36 av 100, baserad på 36 recensioner.
Svenska filmsajten MovieZine gav filmen 5 av 5 och citerade Tony Scott serverar inte livshistoria på silverfat, vi får aldrig helt Dominos veta vad som rör sig i hennes huvud eller varför hon valde just den karriären.